# Paradrina fuerteventurensis
Paradrina fuerteventurensis là một loài bướm đêm trong họ Noctuidae.